# Peter Blickle (Historiker)
Peter Blickle (* 26. November 1938 in Berlin; † 20. Februar 2017 in Saarbrücken) war ein deutscher Historiker mit dem Schwerpunkt Frühe Neuzeit. Er hatte Professuren für Neuere Geschichte an den Universitäten Saarbrücken (1972–1980) und Bern (1980–2004). Blickle gehört zu den führenden Forschern des Deutschen Bauernkrieges.

## Leben
Peter Blickle wurde 1938 in Berlin geboren, wuchs aber in Oberschwaben auf. Er besuchte die Schule in Biberach, Leutkirch und Wangen im Allgäu. Das Abitur legte er in Wangen ab. Er studierte Geschichte, Politik und Germanistik an den Universitäten München und Wien. Blickle wurde 1964 an der Ludwig-Maximilians-Universität München bei Karl Bosl promoviert, das Thema seiner Dissertation lautete Die herrschaftsbildenden Kräfte im Gebiet des heutigen Landkreises Memmingen. Die Dissertation wurde drei Jahre später in überarbeiteter Fassung als Teil „Memmingen“ des Historischen Atlas von Bayern veröffentlicht. Als wissenschaftlicher Mitarbeiter der Kommission für bayerische Landesgeschichte bearbeitete er auch den Teil „Kempten“ des Historischen Atlas. In München lernte er seine Frau kennen, die ebenfalls am Atlasprojekt arbeitete. Im Jahr 1965 wurde er Assistent von Günther Franz am Lehrstuhl für Agrargeschichte der Universität Stuttgart-Hohenheim. Als Assistent von Ernst Klein ging er 1969 nach Saarbrücken.
Im Jahre 1971 habilitierte er sich an der Universität des Saarlandes zum Thema Landschaften im Alten Reich. Die staatliche Funktion des gemeinen Mannes in Oberdeutschland. In Saarbrücken war er von 1972 bis 1980 Professor für Neuere Geschichte und Landesgeschichte, von 1980 bis Februar 2004 bekleidete er eine Professur für Neuere Geschichte an der Universität Bern. Eine Berufung an die Freie Universität Berlin lehnte er 1974 ab. Nach seiner Emeritierung ging er aus familiären Gründen nach Saarbrücken zurück. Dort übernahm er 2007 eine Honorarprofessur. Zu seinen akademischen Schülern gehörten André Holenstein, Claudia Ulbrich und Andreas Würgler.
Peter Blickle war verheiratet mit der Historikerin Renate Blickle-Littwin. Mit ihr gab er eine Quellenedition heraus.

## Forschungsschwerpunkte
Blickle zählte zu den ganz wenigen Frühneuzeithistorikern, die mit den Fachkollegen aus der DDR über Jahrzehnte den Austausch suchten. Dabei bemühte er sich darum, Gegenbegriffe und Gegenkonzepte zum Historischen Materialismus zu finden. Mit dem Deutschen Bauernkrieg, der Geschichte der Menschen- und Bürgerrechte und dem Kommunalismus hatte er drei große thematische Schwerpunkte. Als Schüler von Karl Bosl arbeitete Blickle zunächst landesgeschichtlich. Eingehend beschäftigte er sich mit der Regionalgeschichte Oberschwabens. Beeinflusst vom Agrarhistoriker Günther Franz konzentrierte er sich auf die bäuerliche Welt. Aus seinem „Interesse für den namenlosen Menschen in der Geschichte“ hat Blickle eine Vielzahl von Studien vorgelegt. Er gehörte zu den produktivsten Historikern zum frühneuzeitlichen Deutschen Bauernkrieg; über Jahrzehnte hin publizierte er zu diesem Thema. In seiner Habilitation setzte er sich das Ziel, „Territorien auf politische Mitverantwortlichkeit der Beherrschten zu befragen“. Dabei wurden mit Tirol, Vorarlberg, Landschaft Kempten drei Territorien ausführlicher behandelt. Er konnte nachweisen, dass in den Kleinterritorien Oberdeutschlands die Bauern mit Sitz und Stimme vertreten waren. Zum 450-jährigen Jubiläum des Deutschen Bauernkriegs rückte er wesentlich mit Winfried Schulze das Ereignis in das öffentliche Bewusstsein. Zu diesem Anlass veröffentlichte er 1975 eine grundlegende und mehrfach aufgelegte Darstellung. Die Arbeit wurde von Thomas A. Brady und H. C. Erik Midelfort ins Amerikanische übersetzt. In den Jahren 1983 und 2008 folgten Übersetzungen ins Italienische und auch ins Chinesische. Ebenfalls 1975 veranstaltete er in Memmingen ein Symposium über den Bauernkrieg und stellte das Ereignis in einen europäischen Zusammenhang. An dieser Veranstaltung nahmen mit Adolf Laube, Max Steinmetz und Günter Vogler auch führende marxistische Historiker teil. Blickle deutete den Deutschen Bauernkrieg als Revolution des gemeinen Mannes. Seine Neudefinition des Ereignisses stellte er der Interpretation von Reformation und Bauernkrieg als „frühbürgerliche Revolution“ entgegen. Für Blickle war der Bauernkrieg der Versuch, die Krise des Feudalismus durch eine grundlegende revolutionäre Umgestaltung der gesellschaftlichen und herrschaftlichen Verhältnisse auf der Grundlage des „Evangeliums“ zu überwinden. Träger dieser Revolution war nach Blickles Meinung nicht der Bauer, sondern der „gemeine Mann“. Blickle versuchte der in Quellen erwähnten Beteiligung von Städtern und Bergleuten am Bauernkrieg durch seinen Begriff der „Revolution des Gemeinen Mannes“ gerecht zu werden, wobei er den „gemeinen Mann“ („der gemeine Mann ist der Bauer, der Bürger der landsässigen Stadt, der von reichsstädtischen Ämtern ausgeschlossene Städter, der Bergknappe“) als den nicht herrschaftsfähigen Untertanen aller Art gegenüber der Obrigkeit verstehen wollte. Der Begriff wurde in Ost und West wegen seiner vieldeutigen Quellengrundlage als zu unscharf kritisiert. Inzwischen wird die von Blickle vorgetragene These von der „Revolution des gemeinen Mannes“ weithin akzeptiert.
Im Jahr 2004 gab Blickle zusammen mit Thomas Adam einen Sammelband über die seit den Arbeiten von Albert Rosenkranz in der Forschung lange vernachlässigten Bundschuhrebellionen heraus. Der Sammelband bündelt die Beiträge, die auf eine Tagung 2002 in Bruchsal zurückgehen. Blickle veröffentlichte 2015 eine Biographie über den als „Bauernjörg“ bekannten Georg Truchsess Freiherr zu Waldburg. Dabei handelt es sich jedoch weniger um eine Biographie als vielmehr um eine Geschichte des Bauernkriegs. Die Auseinandersetzungen von 1525 behandelt Blickle konsequent als „Krieg“. In einer seiner wichtigsten Arbeiten hatte Blickle den Bauernkrieg als „Revolution“ bezeichnet. Doch durch die Einbeziehung weiterer struktureller Faktoren wie Außenpolitik, Stadt-Umland-Beziehungen oder der städtischen Eliten und ihrer Rolle in den Konflikten „reift [...] die Frage, ob die Bezeichnung Bauernkrieg nicht einen Sachverhalt verschleiert und entstellt, der mit Bürgerkrieg besser wiedergegeben wäre“.
Ein weiterer Forschungsschwerpunkt waren die gesellschaftlichen Unruhen, die Deutschland wie Frankreich und England seit dem Spätmittelalter erschütterten. Die konsequente Einbeziehung der Akteure aller gesellschaftlicher Schichten sorgte auch für einen Perspektivwechsel von der Herrschaftsgeschichte zur Struktur- und Verfassungsgeschichte. Blickle war Herausgeber der Enzyklopädie deutscher Geschichte. Sein Band Unruhen in der ständischen Gesellschaft, 1300–1800 eröffnete die hundertbändige Enzyklopädie deutscher Geschichte. Der erste Band hatte nach Heinz Schilling „Modellcharakter“ für alle weiteren Bände. Bei der Reihe war er verantwortlich für die Periode der Frühen Neuzeit und Mitherausgeber der Publikationsreihe „Frühneuzeit-Forschungen“. Trotzdem war Blickle kein Anhänger der Vorstellung, dass die Frühe Neuzeit eine eigene Epoche darstelle. Die deutsche und vor allem süddeutsche Geschichte betrachtete er von 1300 bis 1800 als eine Einheit und verstand diese Zeit als Das Alte Europa.
Blickle prägte den Begriff des „Kommunalismus“: Zwischen etwa 1300 und 1800 sei der vertikalen Herrschaftsstruktur („Feudalismus“) im städtischen wie im ländlichen Raum eine kommunale Struktur gegenübergetreten, die durch „relativ-funktionale Freiheit, eigenverantwortete Arbeit […] und die politische Berechtigung des Hausvaters charakterisiert sei. Der institutionelle Rahmen, der dies ermögliche und sichere, sei die Gemeinde.“ Nach Blickle ist der Kommunalismus „in seiner zeitlichen Reichweite beschränkt. Ihm vorgängig ist die Strukturierung menschlicher Beziehungen durch die Herrschaft der Sippe, ihm nachfolgend ist die Konstruktion gesellschaftlicher und staatlicher Beziehungen um das Individuum. Insofern ist Kommunalismus ein Epochenbegriff.“ Im März 1979 veranstaltete Blickle eine Tagung über das von ihm entwickelte Konzept des Kommunalismus. Neben Vogler kamen aus dem ostdeutschen Umfeld Karlheinz Blaschke und Evamaria Engel. Als Forschungsstipendiat des Historischen Kollegs München machte er im Kollegjahr 1993/1994 den Kommunalismus zum Schwerpunkt seiner Forschungen. Das im Mai 1994 abgehaltene Kolloquium widmete sich den Theorien kommunaler Ordnung in Europa.
Blickle stellte in seinen Forschungen die regionalen Eigenheiten stets in einen Zusammenhang mit der deutschen, vor allem aber der europäischen Geschichte. Er konzentrierte sich auf Wandlungsprozesse und politisch-soziologische Fragestellungen. Blickle veröffentlichte Tagungsbände zur metaphysischen Begründung des gesellschaftlichen Zusammenlebens und politischer Ordnung in der ständischen Gesellschaft, zu Landschaften und Landständen in Oberschwaben im Rahmen der Frühgeschichte des europäischen Parlamentarismus, zur Subsidiarität als Ordnungsprinzip, zum reformatorischen Bildersturm im Kontext der europäischen Geschichte, zur Entstehung des öffentlichen Raumes in Oberdeutschland, zur Mediatisierung der oberschwäbischen Reichsstädte im europäischen Kontext und zur Säkularisation im Prozess der Säkularisierung Europas.
Blickle war Herausgeber des neunbändigen Handbuchs der Geschichte Europas (HGE). Das Handbuch behandelt die europäische Geschichte der letzten dreitausend Jahre. Blickle wurde 1996 erster Vorsitzender und nach seinem Ausscheiden 2002 Ehrenvorsitzender der Gesellschaft Oberschwaben für Geschichte und Kultur. Ihm wurde 1999 der Friedrich Schiedel Wissenschaftspreis zur Geschichte Oberschwabens verliehen. Im Jahre 2000 wurde er als auswärtiges Mitglied in die Finnische Akademie der Wissenschaften aufgenommen. Er war Mitglied der Vereinigung für Verfassungsgeschichte.

## Schriften (Auswahl)
Monographien
- Der Bauernjörg. Feldherr im Bauernkrieg. Georg Truchsess von Waldburg. 1488–1531. C. H. Beck, München 2015, ISBN 978-3-406-67501-0.
- Das Alte Europa. Vom Hochmittelalter bis zur Moderne. C. H. Beck, München 2008, ISBN 978-3-406-57171-8.
- Von der Leibeigenschaft zu den Menschenrechten. Eine Geschichte der Freiheit in Deutschland. C. H. Beck, München 2003, ISBN 3-406-50768-9 (2., durchgesehene Auflage. Ebenda 2006, ISBN 3-406-50768-9).
- Kommunalismus. Skizzen einer gesellschaftlichen Organisationsform. 2 Bände. Oldenbourg, München 2000;
  - Band 1: Oberdeutschland. ISBN 3-486-56461-7;
  - Band 2: Europa. ISBN 3-486-56462-5.
- Der Bauernkrieg. Die Revolution des gemeinen Mannes (= Beck’sche Reihe. Bd. 2103. C. H. Beck Wissen). C. H. Beck, München 1998, ISBN 3-406-43313-8 (4., aktualisierte und überarbeitete Auflage. Ebenda 2012, ISBN 978-3-406-43313-9).
- Unruhen in der ständischen Gesellschaft, 1300–1800 (= Enzyklopädie deutscher Geschichte. Bd. 1). Oldenbourg, München 1988, ISBN 3-486-54891-3 (3., aktualisierte und erweiterte Auflage. Ebenda 2012, ISBN 978-3-486-71413-5).
- Reformation und kommunaler Geist. Die Antwort der Theologen auf den Verfassungswandel im Spätmittelalter (= Schriften des Historischen Kollegs. Vorträge. Bd. 44). Stiftung Historisches Kolleg, München 1996 (Digitalisat).
- Gemeindereformation. Die Menschen des 16. Jahrhunderts auf dem Weg zum Heil. Oldenbourg, München 1985, ISBN 3-486-52811-4.
- Die Reformation im Reich (= UTB. Bd. 1181). Ulmer, Stuttgart 1982, ISBN 3-8001-2505-6 (4. Auflage. Kohlhammer, Stuttgart 2015, ISBN 978-3-17-022435-3).
- Deutsche Untertanen. Ein Widerspruch. C. H. Beck, München 1981, ISBN 3-406-08164-9.
- Die Revolution von 1525. Oldenbourg, München u. a. 1975, ISBN 3-486-44261-9 (4., durchgesehene und bibliografisch erweiterte Auflage. Ebenda 2004, ISBN 3-486-44264-3).
- Landschaften im Alten Reich. Die staatliche Funktion des gemeinen Mannes in Oberdeutschland. C. H. Beck, München 1973, ISBN 3-406-04743-2 (Zugleich: Saarbrücken, Universität, Habilitations-Schrift, 1971).
- Memmingen (= Historischer Atlas von Bayern. Schwaben. Reihe 1, Heft 4). Kommission für Bayerische Landesgeschichte, München 1967 (Digitalisat).

Herausgeberschaften
- mit Rudolf Schlögl: Die Säkularisation im Prozess der Säkularisierung Europas (= Oberschwaben – Geschichte und Kultur. Bd. 13). bibliotheca academica, Epfendorf 2005, ISBN 978-3-928471-58-9.
- mit Thomas Adam: Bundschuh. Untergrombach 1502, das unruhige Reich und die Revolutionierbarkeit Europas. Steiner, Stuttgart 2004, ISBN 978-3-515-07761-3.
- mit Andreas Schmauder: Die Mediatisierung der oberschwäbischen Reichsstädte im europäischen Kontext (= Frühneuzeit-Forschungen. Bd. 11). bibliotheca academica, Epfendorf 2003, ISBN 978-3-928471-38-1.
- Theorien kommunaler Ordnung in Europa (= Schriften des Historischen Kollegs. Bd. 36). Oldenbourg, München 1996, ISBN 978-3-486-56192-0 (Volltext als PDF).